# Вишње Репаше
Вишње Репаше (слч. Vyšné Repaše) насељено је мјесто са административним статусом сеоске општине (слч. obec) у округу Љевоча, у Прешовском крају, Словачка Република.

## Становништво
| Година:    | 1994. | 2004.    | 2014.   | 2024.    |
| ---------- | ----- | -------- | ------- | -------- |
| Број људи: | 143   | 115      | 104     | 92       |
| Разлика:   |       | -19,58 % | -9,56 % | -11,53 % |

| Година:    | 2023. | 2024.   |
| ---------- | ----- | ------- |
| Број људи: | 90    | 92      |
| Разлика:   |       | +2,22 % |

Према подацима о броју становника из 2011. године насеље је имало 112 становника.